# NGC 797
NGC 797 é uma galáxia espiral barrada (SBa) localizada na direcção da constelação de Andromeda. Possui uma declinação de +38° 07' 03" e uma ascensão recta de 2 horas, 3 minutos e 27,9 segundos.
A galáxia NGC 797 foi descoberta em 21 de Setembro de 1786 por William Herschel.